# Quantico Station
Quantico Station é uma Região censo-designada localizada no estado norte-americano de Virginia, no Condado de Prince William e Condado de Stafford.

## Demografia
Segundo o censo norte-americano de 2000, a sua população era de 6571 habitantes.

## Geografia
De acordo com o United States Census Bureau tem uma área de
21,1 km², dos quais 18,5 km² cobertos por terra e 2,6 km² cobertos por água.

## Localidades na vizinhança
O diagrama seguinte representa as localidades num raio de 16 km ao redor de Quantico Station.